# Моцко, Боб
Роберт Жиль Моцко (англ. Robert Giles Motzko; род. 27 марта 1961, Остин, Миннесота, США) —  американский хоккейный тренер. В настоящее время возглавляет хоккейную команду Государственного университет Сент-Клауда и молодёжную сборную США.

## Биография
Выступал за «Сент-Клод Стэйт Хаскис», там же начинал свою тренерскую карьеру как ассистент в сезоне 1985/86. Был помощником известных тренеров Херба Брукса и Крейга Даля.
Работал со многими студенческими командами, включая коллективы университетов Майами и Миннесоты, но наибольшего успеха добился во главе  клуба NCAA «Сент-Клауд Стэйт Хаскис», которыми руководит с 2005 года.. Неоднократно признавался тренером года.
В 2016 году Моцко возглавил молодёжную сборную США, которую с первой же попытки привёл к победе на мировом чемпионате. На пути к триумфу американцы смогли переиграть сборные России и Канады.